# Kyselá katalýza

Při kysele katalyzované Fischerově–Speierově esterifikaci se proton naváže na kyslík a funguje jako Lewisova kyselina, která aktivuje esterový karbonyl (nahoře) jako elektrofil a vytváří na hydroxylu molekulu vody, tedy dobrou odstupující skupinu (dole). Tím se snižuje kinetická bariéra a urychluje dosažení chemické rovnováhy.

Kyselá katalýza je druh katalýzy, kdy je katalyzátorem kyselina. Podle Brønstedovy–Lowryho teorie je kyselinou donor protonu (vodíkového iontu, H+) a zásadou je akceptor protonu. K reakcím katalyzovaným přenosem protonu patří například esterifikace a aldolové reakce. Konjugovaná kyselina karbonylové skupiny je elektrofilnější než samotný karbonyl. V závislosti na konkrétním katalyzátoru může být mechanismus specifický nebo obecný. Enzymatické reakce většinou mají obecný mechanismus.

## Použití a příklady

### Brønstedovy kyseliny
Kyselá katalýza se obvykle používá u organických reakcí; jako zdroj protonů může být použito mnoho různých kyselin, jako jsou kyselina fluorovodíková (při alkylacích), fosforečná, p-toluensulfonová, polystyrensulfonát, heteropolykyseliny a zeolity.
Hydrolytické a transesterifikační reakce esterů, například při zpracovávání tuků na bionaftu, bývají katalyzovány silnými kyselinami.
Karbonylový kyslík je náchylný k protonaci, což zvyšuje elektrofilitu karbonylového uhlíku.

### Pevné kyselé katalyzátory

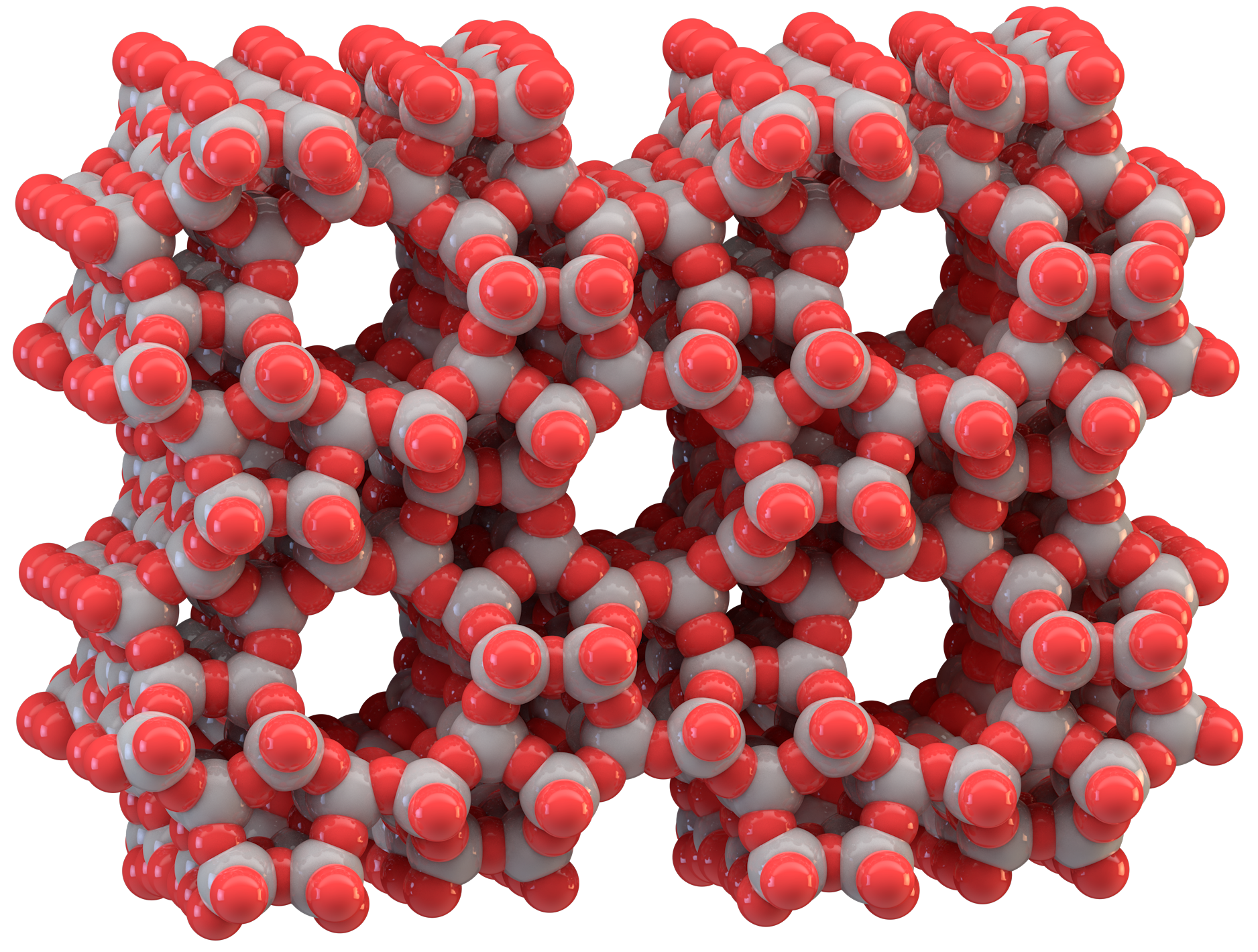
Zeolit ZSM-5 je častým pevným kyselým katalyzátorem.

V chemickém průmyslu se mnoho pochodů katalyzuje „kyselinami v pevném skupenství“, které se nerozpouští v reakční směsi. Jako příklady lze použít následující oxidy, fungující jako Lewisovy kyseliny: silikoalumináty (zeolity, oxid hlinitý, silikoaluminofosfáty), sulfatovaný oxid zirkoničitý a řadu přechodných kovů (například titaničitý, zirkoničitý a niobičný). Používají se též některé Brønstedovy kyseliny, například sulfonovaný polystyren, sulfonovaný uhlík, pevná kyselina fosforečná, kyselina niobičná a heteropolyoxometaláty.
Významnou oblastí využití tohoto způsobu katalýzy jsou alkylační reakce, například reakce benzenu s ethenem za vzniku ethylbenzenu. Další velké využití má přesmyk cyklohexanonoximu na kaprolaktam. Mnoho alkylaminů se vyrábí a připravuje aminací alkoholů katalyzovanou pevnou kyselinou. Kyselina zde přeměňuje OH− na vodu, která je mnohem lepší odstupující skupinou. Kyseliny lze také použít na přeměnu alkoholů na jiné sloučeniny, například thioly.

## Mechanismus
Jsou známy dva druhy mechanismu kyselé katalýzy, specifický a obecný.

### Specifická katalýza
Při specifické katalýze je katalyzátorem protonované rozpouštědlo. Rychlost reakce je přímo úměrná koncentraci protonovaných molekul rozpouštědla SH+. Samotný kyselý katalyzátor (AH) reakci urychluje pouze posunem rovnováhy mezi S a AH ve prospěch SH+. Tento druh je běžný u silných kyselin v polárních rozpouštědlech jako je voda.
{\displaystyle {\ce {S + AH -> SH+ + A-}}}
Ve vodném tlumivém roztoku rychlost reakce reaktantu R závisí na pH, ne však na koncentraci jednotlivých kyselin.
{\displaystyle {\text{rate}}=-{\frac {{\text{d}}[{\ce {R^1}}]}{{\text{d}}t}}=k{\ce {[SH+] [R^1] [R^2]}}}
Tento druh chemické kinetiky se objevuje, pokud reaktant R1 rychle vytváří rovnováhu se svou konjugovanou kyselinou R1H+, která poté reaguje s R2 na konečný produkt; například při kysele katalyzované aldolové reakci.

### Obecná katalýza
U obecné kyselé katalýzy mají na rychlost reakce vliv všechny složky reakční směsi schopné odštěpit protony. Největší účinek mají silné kyseliny. K reakcím, při kterých je přenos protonu krokem určujícím rychlost, patří mimo jiné azokopulace.
{\displaystyle {\text{rate}}=-{\frac {{\text{d}}[{\ce {R^1}}]}{{\text{d}}t}}=k_{1}{\ce {[SH+] [R^1] [R^2]}}+k_{2}{\ce {[A^1H] [R^1] [R^2]}}+k_{3}{\ce {[A^2H] [R^1] [R^2]}}+...}
Pokud je pH stálé, ale koncentrace pufru se mění, tak změna rychlosti reakce ukazuje na obecně katalytický mechanismu. Stálá rychlost dokazuje specifický mechanismus. Když se reakce provádí v nepolárních rozpouštědlech, tak je tento druh reakce důležitý, protože kyselina většinou není ionizována.
Enzymy katalyzované reakce probíhají obecným mechanismem.